# Pycnobotrya
Pycnobotrya és un gènere monotípic de fanerògames de la família de les Apocynaceae. Conté una única espècie: Pycnobotrya nitida Benth.. És originària de Nigèria i de l'oest d'Àfrica tropical.

## Descripció
Amb branques cilíndriques, finament tomentoses quan són joves, aviat es tornen glabrescents i seques de color negre. Les fulles són oposades o ternades, oblongues a oblanceolades o obovades. Les inflorescències en forma de corimbes.

## Taxonomia
Pycnobotrya nitida va ser descrit per George Bentham i publicat a Icones Plantarum 12: 72, t. 1183. 1876.
Sinonímia
- Pycnobotrya multiflora K.Schum. ex Stapf in D.Oliver & auct. suc. (editors), Fl. Trop. Afr. 4(1): 203 (1902).[1]